# Phyllodonta semicava
Phyllodonta semicava är en fjärilsart som beskrevs av W. Warren 1904. Phyllodonta semicava ingår i släktet Phyllodonta och familjen mätare. Inga underarter finns listade i Catalogue of Life.